# Jouy-en-Josas
Jouy-en-Josas város Yvelines megyében, Île-de-France régióban. Párizs vonzáskörzetében, a városközponttól 16,4 km-re délnyugatra található, a Bièvre patak völgyében. Területének csaknem felét erdő borítja. A település ad otthont a neves HEC Paris Kereskedelmi Főiskolának. Lakosainak száma 7985 fő (2022. január 1.). Jouy-en-Josas Vélizy-Villacoublay, Saclay, Buc, Les Loges-en-Josas, Toussus-le-Noble, Versailles és Bièvres községekkel határos.

## Története
Jouy a latin gaudium szóból ered, jelentése: öröm. Josas a párizsi érsek egyik székhelyének régebbi elnevezése volt. Bár a településen belül több helyen is felfedeztek egykori gall-római jelenlétről tanúskodó emlékeket, az első építkezésekre utaló nyomok csak a 9. századból származnak. Kezdetben Jouy gyorsan növekedett a párizsi Saint-Germain-des-Près kolostorbeli szerzetesek megjelenésének hatására, de a 14. században népessége folyamatos csökkenésnek indult. A háborúk és járványok következtében 1466-ra mindössze három ház maradt meg a településen.

## Testvérvárosok

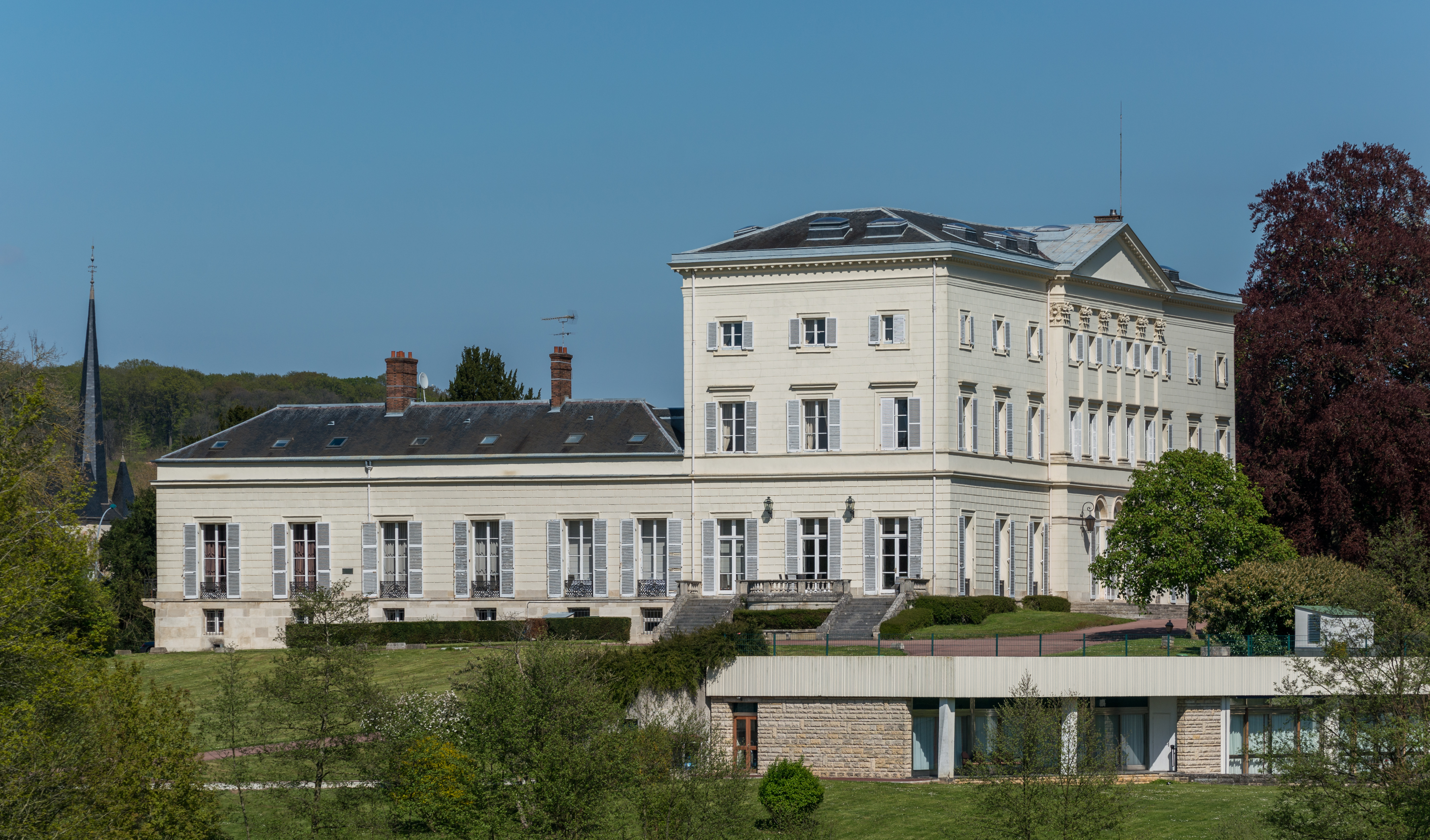
Jouy kastély, jelenleg az HEC Paris tulajdona

## Népesség
| Lakosok száma | 8291 | 8312 | 8424 | 8191 | 8124 | 8049 | 7983 | 7928 | 7985 |
|               | 2013 | 2015 | 2016 | 2017 | 2018 | 2019 | 2020 | 2021 | 2022 |